# Claudia Stolle
Claudia Stolle (* 1977) ist eine deutsche Meteorologin und aktuell Direktorin des Leibniz-Instituts für Atmosphärenphysik in Kühlungsborn.

## Leben
Nach ihrem Abitur nahm Stolle ein Studium der Meteorologie an der Universität Leipzig auf, in wo sie 1998	das Vordiplom erwarb. Im Anschluss ging sie nach Toulouse in Frankreich und legte dort 2000 das Diplôme d’études approfondies Ozean, Atmosphäre und Umwelt an der Universität Paul Sabatier ab. Zur Promotion wechselte sie wieder nach Leipzig und promovierte dort 2005 mit einer Arbeit über dreidimensionale Darstellung von ionosphärischen Elektronendichtefelder mit Hilfe von GPS-Beobachtungen am Boden und an Bord des CHAMP-Satelliten zum Dr. rer. nat. Während dieser Zeit unternahm sie 2003 unter anderem auch einen Forschungsaufenthalt am Geophysikalischen Observatorium in Sodankylä (Finnland). Nach ihrer Promotion folgten bis 2010 eine Postdoc-Phase am Deutschen GeoForschungsZentrum (GFZ) in Potsdam und von 2010 bis 2013 eine Anstellung als Wissenschaftlerin an der Technischen Universität Dänemark in Kopenhagen/Lyngby. Unter anderem war Stolle auch als Expertin an der SWARM-Mission der ESA beteiligt. 
Von 2013 bis 2021 war sie Leiterin der Sektion 2.3 Geomagnetismus am GFZ und Professorin für Geomagnetismus an der Universität Potsdam. Seit 2021 ist sie Direktorin des Leibniz-Instituts für Atmosphärenphysik und Professorin für Atmosphärenphysik an der Universität Rostock. Zudem ist sie Sprecherin des DFG-Projekts Dynamic Earth.
2022 wurde sie mit der William B. Hanson Lecture der Amerikanischen Geophysikalischen Vereinigung ausgezeichnet.

## Schriften (Auswahl)
- Three-dimensional imaging of ionospheric electron density fields using GPS observations at the ground and onboard the CHAMP satellite. Leipzig 2004, ISBN 3-9808822-5-X.
- mit Nils Olsen, Arthur D. Richmond und Hermann J. Opgenoorth (Hg.): Earth's magnetic field. Understanding geomagnetic sources from the Earth's interior and its environment. Dordrecht 2018, ISBN 978-94-024-1224-6.